# I Never Loved a Man the Way I Love You
Albums de Aretha Franklin
Take It Like You Give It
(1967) Aretha Arrives
(1967)
I Never Loved a Man the Way I Love You est un album d'Aretha Franklin sorti le 10 mars 1967. Il contient principalement les tubes Respect et I Never Loved a Man (The Way I Love You) qui sont arrivés respectivement en 1re et 9e place du Billboard Hot 100.
Le magazine Rolling Stone a placé l'album en 84e position de son classement des 500 plus grands albums de tous les temps. Il est également cité dans l'ouvrage de Robert Dimery Les 1001 albums qu'il faut avoir écoutés dans sa vie et dans de nombreuses autres listes de meilleurs albums.
En 2009, il reçoit le Grammy Hall of Fame Award.

## Titres
| 1.    | Respect                                   | Otis Redding                     | 2:29 |
| 2.    | Drown in My Own Tears                     | Henry Glover                     | 4:07 |
| 3.    | I Never Loved a Man (The Way I Love You)  | Ronny Shannon                    | 2:51 |
| 4.    | Soul Serenade (en)                        | Curtis Ousley, Luther Dixon      | 2:39 |
| 5.    | Don't Let Me Lose This Dream              | Aretha Franklin, Ted White       | 2:23 |
| 6.    | Baby, Baby, Baby                          | A. Franklin, Carolyn Franklin    | 2:54 |
| 7.    | Dr. Feelgood (Love Is a Serious Business) | A. Franklin, T. White            | 3:23 |
| 8.    | Good Times                                | Sam Cooke                        | 2:10 |
| 9.    | Do Right Woman, Do Right Man              | Dan Penn, Chips Moman            | 3:16 |
| 10.   | Save Me                                   | Ousley, A. Franklin, C. Franklin | 2:21 |
| 11.   | A Change Is Gonna Come                    | Cooke                            | 4:20 |
| 32:51 |                                           |                                  |      |

## Formation
- Aretha Franklin : Piano, chant
- Jimmy Johnson : Guitare
- Chips Moman : Guitare
- Tommy Cogbill : Basse
- Dewey "Spooner" Oldham : Claviers
- King Curtis : Saxophone ténor
- Charles Chalmers : Saxophone ténor
- Willie Bridges : Saxophone baryton
- Melvin Lastie : Trompette
- Gene Chrisman, Roger Hawkins  : Batterie
- Carolyn Franklin : Chœurs
- Tom Dowd : Ingénieur du son
- Jerry Wexler : Producteur

## Classements hebdomadaires
| Classement (1967)             | Meilleure place |
| ----------------------------- | --------------- |
| États-Unis (Billboard 200)    | 2               |
| États-Unis (Hot R&B LPs)      | 1               |
| Royaume-Uni (UK Albums Chart) | 36              |

## Certifications
| Pays              | Certification |
| ----------------- | ------------- |
| États-Unis (RIAA) | Or            |